# Roanoke (Luisiana)
Roanoke es un lugar designado por el censo ubicado en la parroquia de Jefferson Davis en el estado estadounidense de Luisiana. En el Censo de 2010 tenía una población de 546 habitantes y una densidad poblacional de 492,55 personas por km².

## Geografía
Roanoke se encuentra ubicado en las coordenadas 30°14′8″N 92°44′53″O / 30.23556, -92.74806. Según la Oficina del Censo de los Estados Unidos, Roanoke tiene una superficie total de 1.11 km², de la cual 1.11 km² corresponden a tierra firme y (0 %) 0 km² es agua.

## Demografía
Según el censo de 2010, había 546 personas residiendo en Roanoke. La densidad de población era de 492,55 hab./km². De los 546 habitantes, Roanoke estaba compuesto por el 76.01 % blancos, el 21.61 % eran afroamericanos, el 0.18 % eran amerindios, el 0.37 % eran asiáticos, el 0 % eran isleños del Pacífico, el 0.18 % eran de otras razas y el 1.65 % pertenecían a dos o más razas. Del total de la población el 0.92 % eran hispanos o latinos de cualquier raza.